# Pavletič
Pavletič  je priimek več znanih Slovencev:
- Andrej Pavletič (1811—1860), rimskokatoliški duhovnik
- Andrej Pavletič (1821—1886), rimskokatoliški duhovnik in socialni delavec
- Andrej Franc Pavletič (1866—1918), odvetnik in politik
- Bojan Pavletič (1928—2009), novinar in špotni organizator; "oče" zamejskega športnega gibanja, pisatelj
- Jožef Pavletič (1847—1921), rimskokatoliški duhovnik
- Kajetan Pavletič (—), inž. kemije (pred 2.sv.v.)
- Julij Pavletič (1902—1976), šolnik in glasbenik
- Karol Pavletič, hokejist
- Peter Pavletič, knjižničar (Tolmin)
- Radislav Pavletič (1923—2016), strokovnjak za batne in turbinske motorje, univ. prof.